# Шато Гарније
Шато Гарније (фр. Château-Garnier) насеље је и општина у западној Француској у региону Поату-Шарант, у департману Вијена која припада префектури Монморијон.
По подацима из 2011. године у општини је живело 635 становника, а густина насељености је износила 17,69 становника/km². Општина се простире на површини од 35,89 km². Налази се на средњој надморској висини од 155 метара (максималној 159 m, а минималној 117 m).

## Демографија
| 1962. | 1968. | 1975. | 1982. | 1990. | 1999. | 2011. |
| ----- | ----- | ----- | ----- | ----- | ----- | ----- |
| 696   | 856   | 771   | 712   | 660   | 600   | 635   |

График промене броја становника у току последњих година